# Kenin
Pour l’article homonyme, voir Sofia Kenin.
Les kenin (家人, « personne de la maison ») constituent la troisième des cinq castes inférieures du système ritsuryō japonais. Domestique privé, un kenin possède un meilleur statut social qu'un esclave (shinuhi (私 奴婢)), il peut être transmis par héritage mais ne peut être vendu, il peut participer à la vie de la famille et en avoir une en propre.
Le terme peut aussi être synonyme de gokenin. Les gokenin sont vassaux du shogun durant les shogunats de Kamakura, Ashikaga et Tokugawa. La signification du terme évolue dans le temps, de sorte que sa signification exacte dépend de la période historique.